# Gymnasium am Schloss
Das Gymnasium am Schloss (fr. lycée Schloss) ist ein Gymnasium in Saarbrücken mit naturwissenschaftlichem und musikalischem Zweig.

## Bildung
Das Gymnasium am Schloss hat seine Grundstruktur als mathematisch-naturwissenschaftliches Gymnasium. Es besteht ein mathematisch-naturwissenschaftlicher Zweig mit der Sprachenfolge Französisch (mit besonderer Profilierung als erste Fremdsprache), Englisch (im Wahlpflichtbereich auch Spanisch und Latein) und seit dem Schuljahr 2001/2002 ein Musikzweig. Bis zum Schuljahr 2005/06 bestand zudem ein eigener Sprachenzweig. Die Belegung des Faches Latein ist auf freiwilliger Basis weiterhin (bei ausreichender Teilnehmerzahl) möglich in Form einer 2-stündigen Arbeitsgemeinschaft oder 3-stündig bis zur 12. Klassenstufe mit anschließender Abschlussprüfung (Latinum). Des Weiteren können Schüler in Form eines Wahlpflicht- und/oder Zusatzkurses ab Klassenstufe 10 Spanisch belegen.

### Musikzweig
Als erste Schule im Saarland hatte das Gymnasium am Schloss 2001 einen Musikzweig. Seit 1985 bestand die Möglichkeit für Schüler der Klassenstufen 5–10 der Belegung des erweiterten Musikunterrichts. Dieser bestand aus zwei weiteren Wochenstunden Musik, in welchen das Musizieren im Mittelpunkt stand. Der Musikzweig hat die Zielsetzung, begabte und besonders an Musik interessierte Schüler zu fördern und zur allgemeinen Hochschulreife zu führen. In den Klassenstufen 5–7 ist Musik ein vierstündiges nicht schriftliches Fach, ab der 8. Klasse wird es dann zu einem schriftlichen Fach.

### Naturwissenschaftlicher Zweig
Der naturwissenschaftliche Zweig wird (wie an anderen Gymnasien auch) von der Mehrheit der Schüler besucht. Der Unterschied zum Musikzweig liegt ausschließlich in der Gewichtung und Stundenzahl der naturwissenschaftlichen Fächer Physik (2-stündige AG ab Klasse 7 (auch für Musikzweig zugänglich), in Klasse 8 und 9 vierstündig (2 Extrastunden zur Vertiefung der Inhalte und Durchführung von Schülerexperimenten, in Klasse 8 und 9 schriftliches Fach, Belegungspflicht in Klasse 10)), Chemie (in Klasse 9 vierstündig (2 Extrastunden zur Vertiefung der Inhalte/Behandlung weiterführender Themen und Durchführung von Schülerexperimenten), in Klasse 10 Belegungspflicht, sowie 3-stündig (1 Extrastunde zur Vertiefung der Inhalte), Wertung zum Ausgleich wie schriftliches Fach, beim ausgeglichen-Werden jedoch wie nicht-schriftliches Fach) und Biologie (2 Wochenstunden in Klasse 8 (Wiederholung und Festigung der Themen aus Klasse 5–7; Behandlung weiterführender Themen (teilweisen redundant mit Erdkunde)), jedoch keine Belegungpflicht in Klasse 10 und keine anderen Zusatzstunden).

## Aufbau des Gymnasiums am Schloss
Das Schulgebäude des Gymnasiums am Schloss hat 5 Etagen, 6 Eingänge in das Schulgebäude und 3 Pausenhöfe, bei denen es im mittleren Pausenhof eine Kletterwand und im oberen einen Sportkäfig mit zwei Toren, einen Basketballkorb und drei Tischtennisplatten gibt. Der mittlere und unterer Schulhof sind über eine Treppe verbunden. Zwei Schulräume liegen außerhalb des Schulgebäudes.
| 4.E |              | Kunstsaal         |               |            |                    | 1 Treppenhaus   |            |
| 3.E | Aula         | Biologiesaal      |               |            | oberer Schulhof    | 3 Treppenhäuser | 1 Eingang  |
| 2.E | Lehrerzimmer | Musiksaal         | Physikhörsaal | Physiksaal |                    | 3 Treppenhäuser |            |
| 1.E | Sekretariat  | Schülerbibliothek | Chemiehörsaal | Chemiesaal | mittlerer Schulhof | 3 Treppenhäuser | 2 Eingänge |
| EG  | Kantine      | Sporthalle        |               |            | unterer Schulhof   | 1 Treppenhaus   | 2 Eingänge |

## Geschichte

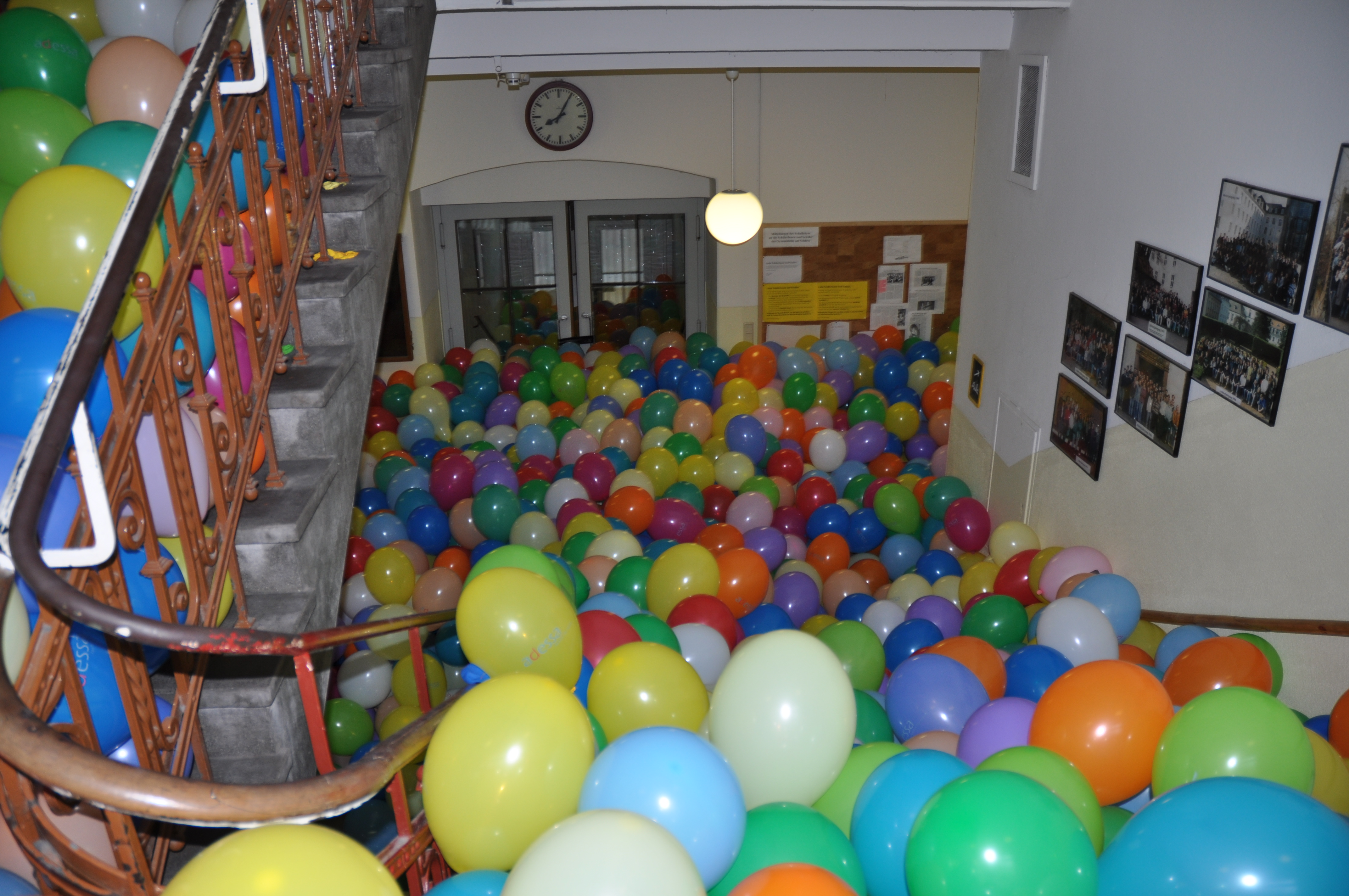
Abistreich am Saarbrücker Gymnasium am Schloss

Das Gymnasium am Schloss (GaS) geht auf das „Reform-Realgymnasium“ zurück, das im Jahr 1910 eröffnet wurde. Es war somit die dritte höhere Schule für Knaben ein Jahr nach der Vereinigung der drei Teilstädte Saarbrücken, St. Johann und Malstatt-Burbach.
1944 wurde das Schulgebäude in der Ottostraße in Malstatt durch Kriegseinwirkungen stark beschädigt, dadurch war die Schule gezwungen mehrmals umzuziehen. Dies führte 1957 zur Neugründung als „Städtisches Knabenrealgymnasium“. Dies umfasste 10 Klassen und ca. 320 Schüler. Die Schülerzahl stieg stetig bis zu der Rekordmarke 1968 mit über 1070 Schülern. Einen weiteren Hochpunkt erreichte diese im Schuljahr 1979/80 mit etwa 940 Schülern. Das Knabenrealgymnasium zog 1964 in das alte Schulgebäude des Mädchenrealgymnasiums in der Spichererbergstraße ein.
Die Namensänderung von Seiten der Schulleitung in Gymnasium am Schloss erfolgte 1976. Es entstand ein koedukatives Gymnasium mit einer neugestalteten Oberstufe, das Schüler bis zur allgemeinen Hochschulreife führt. Seit 1996 verfügt die Schule über eine Nachmittagsbetreuung, seit 2003 ist sie anerkannt als Freiwillige Ganztagsschule.
2001 wurde das Angebot mit dem ersten saarländischem Musikzweig erweitert.

## Freiwillige Ganztagsschule (FGTS)
Am Gymnasium am Schloss besteht ein freiwilliges ganztägiges Betreuungsangebot (FGTS), das Familien bei der Vereinbarkeit von Beruf und Schule unterstützt; hierbei wird eine kurze und eine lange Nachmittagsbetreuung angeboten. Die Schülerinnen und Schüler erleben einen strukturierten Tagesablauf mit gemeinsamem Mittagessen, betreuter Hausaufgabenzeit und vielfältigen Freizeitaktivitäten. Die pädagogische Leitung wird dabei von Lehrkräften und qualifiziertem Personal unterstützt. Im Rahmen der FGTS wird auch eine Ferienbetreuung angeboten.
Die Organisation der FGTS übernimmt der Förderkreis Gymnasium am Schloss e. V., ein gemeinnütziger Verein, dessen Mitglieder sich aus Eltern, Förderern und Lehrkräften zusammensetzen. Er ist nicht nur Träger der Ganztagsschule, sondern auch in weiteren Bereichen des Schullebens aktiv. Die Finanzierung des Förderkreises erfolgt über Elternbeiträge, Zuschüsse des Ministeriums für Bildung und Kultur sowie des Schulträgers.

## Erfolge bei Wettbewerben
Schüler des Gymnasiums am Schloss konnten bei den Wettbewerben Mathematik ohne Grenzen, Jugend forscht, Schüler experimentieren, Jugend musiziert und der Mathematik-Olympiade Erfolge verzeichnen.

### Jugend forscht und Schüler experimentieren
| Jahr | Jugend forscht | Schüler experimentieren | Gebiet            |                                                                                                 |
| ---- | -------------- | ----------------------- | ----------------- | ----------------------------------------------------------------------------------------------- |
| 2001 | Landessieg     | 2. Platz                | Geowissenschaften |                                                                                                 |
| 2003 | 2. Platz       | Landessieg              | Geowissenschaften |                                                                                                 |
|      |                | 2. Platz                | Geowissenschaften |                                                                                                 |
|      |                | 3. Platz                | Biologie          |                                                                                                 |
| 2004 | 2. Platz       | Landessieg              | Mathematik        |                                                                                                 |
|      |                | 2. Platz                | Mathematik        |                                                                                                 |
|      | 3. Platz       | Landessieg              | Biologie          |                                                                                                 |
|      | Landessieg     | Landessieg              | Geowissenschaften | Teilnahme Bundeswettbewerb „Jugend forscht“, Sonderpreis des Deutschen Schulgeographenverbandes |
|      | 2. Platz       |                         | Geowissenschaften |                                                                                                 |
|      | 3. Platz       |                         | Geowissenschaften |                                                                                                 |
| 2005 | Landessieg     | Landessieg              | Mathematik        | Sonderpreis „Jugend forscht“, Teilnahme am Bundeswettbewerb                                     |
|      | 2. Platz       | Landessieg              | Biologie          |                                                                                                 |
|      |                | 2. Platz                | Biologie          |                                                                                                 |
|      |                |                         | Mathematik        | Sonderpreis                                                                                     |
| 2006 | 2. Platz       | Landesieg               | Biologie          |                                                                                                 |
|      | 2. Platz       | Landessieg              | Geowissenschaften |                                                                                                 |
|      | 2. Platz       | Landessieg              | Chemie            |                                                                                                 |
| 2007 | Sonderpreis    | Landessieg              | Mathematik        |                                                                                                 |
|      | Landessieg     | Landessieg              | Biologie          |                                                                                                 |
| 2008 | Landessieg     | Landessieg              | Biologie          | Teilnahme am Bundeswettbewerb „Jugend forscht“                                                  |
| 2009 |                | Landessieg              | Chemie            |                                                                                                 |
| 2010 | Landessieg     | Landessieg              | Mathematik        | Teilnahme am Bundeswettbewerb „Jugend forscht“                                                  |
|      |                | Sonderpreis             | Biologie          |                                                                                                 |
|      | 2. Platz       |                         | Mathematik        |                                                                                                 |
|      | Sonderpreis    |                         | Mathematik        |                                                                                                 |
| 2011 | 2. Platz       | Landessieg              | Mathematik        |                                                                                                 |
|      | 2. Platz       |                         | Mathematik        |                                                                                                 |
|      | Sonderpreis    |                         | Mathematik        |                                                                                                 |
|      | 2. Platz       | Landessieg              | Geowissenschaften |                                                                                                 |

### Jugend musiziert Landeswettbewerb 2009
| Preis    | Instrument            |                            |
| -------- | --------------------- | -------------------------- |
| 1. Platz | Trompete              |                            |
| 1. Platz | Klavierbegleitung     |                            |
| 1. Platz | Querflöte             |                            |
| 1. Platz | Oboe                  |                            |
| 1. Platz | Querflöte             | Teilnahme Bundeswettbewerb |
| 1. Platz | Schlagzeug (Ensemble) | Teilnahme Bundeswettbewerb |
| 2. Platz | Querflöte             |                            |
| 2. Platz | Saxophon              |                            |
| 3. Platz | Kontrabass            |                            |
| 3. Platz | Klavierbegleitung     |                            |
| 3. Platz | Gitarre               |                            |

## Arbeitsgemeinschaften

### Musikalischer Bereich
- Nachwuchsorchester
- Kammerorchester
- Großer Schulchor
- Nachwuchsbigband Time Out
- Schülerbigband Blue Date
- Musical
- Technik-AG
- Unterstufenchor
- Mittelstufenchor / Heartchor
- Eltern-Schüler-Lehrer-Chor
- Percussion
- Kammermusik / Talentförderung
- Schülerbigband Time Out

#### Schülerbigband Blue Date
Die Schülerband Blue Date spielt Stücke aus Pop und Blues bis hin zu jazzigen Bigband-Arrangements.

#### Musical
Die Musical-AG führt regelmäßig Musicals auf, unter anderem: Winnfried (2006), Anything Goes (2008), Godspell (2009), Pippin (2010), Noises Off (2011), Musical Gala (2012), Oliver! (2013), South Pacific (2014), The Sound of Music (2015), Joseph and the Amazing Technicolour Dreamcoat (2016), The Music Man (2017), Musical Gala (2018), The Wiz (2019), Pippin (2020), Oklahoma! (2022), Thirteen (2023) Das Geheimnis des Edwin Drood (2024) Godspell (Wiederaufnahme) (2025).

### Sprachen
- Diplôme d’études en langue française (Diplom zum Nachweis von Französischkenntnissen)
  - Vorbereitungskurs Niveau A2
  - Vorbereitungskurs Niveau B1
  - Vorbereitungskurs Niveau B2

- Cambridge Certificate (Diplom zum Nachweis von Englischkenntnissen)
  - Vorbereitungskurs A2 (Zustandekommen bei ausreichender Schülerzahl)

### Sport
- Tanz
- Sport
- Boxen

### Kunst & Gestaltung
- Textiles Gestalten
- Junior-Firma
- Töpfern

### Sonstiges
- Physik-AG
- Mathematischer-Zirkel
- Hochbegabtenförderung

#### Hochbegabtenförderung
An der Schule besteht für hochbegabte und leistungsstarke Schüler die Möglichkeit besonderer Förderung. In der Arbeitsgemeinschaft werden mittels geeigneter Themen Fertigkeiten und Verhaltensstrategien in Bezug auf intellektuelle, motorische, emotionale sowie soziale Kompetenzen gefördert.

## Partnerschulen
Austauschprogramme
- Lycée et collège Hélène Boucher (Thionville, Frankreich), seit 1987 jährlicher beidseitiger Schüleraustausch
- Institution Sainte Chrétienne (Saargemünd, Frankreich)

Kooperationen im Kursangebot
- Ludwigsgymnasium (Saarbrücken)
- Marienschule (Saarbrücken)